# Kerstin Walther
Pour les articles homonymes, voir Walther.
Kerstin Walther (née le 15 avril 1961 à Altenbourg) est une athlète est-allemande, spécialiste du sprint.

## Biographie
En 1983, Kerstin Walther figure dans le relais d'Allemagne de l'Est qui remporte le titre du 4 × 400 m lors des Championnats du monde de 1983 à Helsinki. L'équipe de RDA, composée également de Sabine Busch, Marita Koch et Dagmar Rübsam-Neubauer devance, avec le temps de 3 min 19 s 73, la Tchécoslovaquie et l'Union soviétique.

### Palmarès
| Date | Compétition                   | Lieu      | Résultat | Épreuve   | Performance   |
| ---- | ----------------------------- | --------- | -------- | --------- | ------------- |
| 1979 | Championnats d'Europe juniors | Bydgoszcz | 1re      | 100 m     | 11 s 57       |
| 1979 | Championnats d'Europe juniors | Bydgoszcz | 1re      | 200 m     | 23 s 11       |
| 1979 | Championnats d'Europe juniors | Bydgoszcz | 1re      | 4 × 100 m | 43 s 95       |
| 1983 | Championnats du monde         | Helsinki  | 1re      | 4 × 400 m | 3 min 19 s 73 |

### Records
| Épreuve | Performance | Lieu    | Date        |
| ------- | ----------- | ------- | ----------- |
| 100 m   | 11 s 34     | Iéna    | 29 mai 1982 |
| 200 m   | 22 s 90     | Potsdam | 11 mai 1980 |
| 400 m   | 51 s 12     | Iéna    | 28 mai 1983 |